# Râul Audia
Râul Audia este un curs de apă, afluent al râului Hangu. 